# Chất chống thoát hơi
Chất chống thoát hơi là hợp chất được áp dụng cho lá của cây để giảm thoát hơi nước. Chúng được sử dụng từ cây Giáng sinh, trên hoa đã cắt, trên cây bụi mới được cấy và trong các ứng dụng khác để bảo quản và bảo vệ cây khỏi bị khô quá nhanh. Chúng cũng đã được sử dụng để bảo vệ lá khỏi bị bỏng muối và bệnh nấm.
Chúng ngăn chặn sự bài tiết hoạt động của cation hydro từ các tế bào bảo vệ. Do sự hiện diện của carbon dioxide, quá trình axit hóa tế bào chất nhanh chóng diễn ra dẫn đến đóng cửa lỗ khí. Milbarrow (1974) đã mô tả sự hình thành của các hóa chất này trong lục lạp. Nó di chuyển đến lỗ khí, nơi nó chịu trách nhiệm kiểm tra lượng ion Kali hoặc gây mất ion kali từ các tế bào bảo vệ.
Chất chống thoát hơi hơi có hai loại: chất ức chế chuyển hóa và chất chống độc tạo màng.
Các chất ức chế chuyển hóa làm giảm sự mở lỗ khí và tăng sức đề kháng của lá đối với sự khuếch tán hơi nước mà không ảnh hưởng đến sự hấp thụ carbon dioxide. Các ví dụ bao gồm phenylmercury acetate, axit abscisic (ABA) và aspirin.
Chất chống thoát hơi tạo màng tạo thành một màng không màu trên bề mặt lá cho phép khuếch tán khí nhưng không phải là hơi nước. Ví dụ bao gồm dầu silicon, sáp.